# 魔鬼学
魔鬼學（英語：Demonology），指针对魔鬼、邪靈或与其有关的信仰的系统的研究。它是神学的一个传统分支，研究对象是一切超人的并且不是神的存在，广义上还包括那些不被或很少被人崇拜的善意的魔鬼。「demon」一词原本在荷马时代表示善意的靈體，但經過猶太教/基督教的發展歷史影響，該詞在現代西方語言中與邪恶联系起来。
魔鬼通常被看作一种灵体，可以是泛神论中承认的两种灵体中的任何一种。也就是说，魔鬼可以是人类或非人类可与肉体分离的灵魂，亦或是从未进驻肉体的精神。魔鬼学经常被使用的是它的负面内容，而某些研究者認為它并不是与邪恶有絕對關系。阿拉伯文化中的神怪就是一例。
魔鬼学的研究对象通常包括但不限于以下几种：
1. 犹太教与基督教裡共有的堕落天使[4]
2. 被看做怪物或者妖精的人类灵魂[6]
3. 鬼或者其他邪恶的亡灵[7]